# Stor-Saltträsket
Stor-Saltträsket är en sjö i Kalix kommun i Norrbotten och ingår i Kalixälvens huvudavrinningsområde. Sjön har en area på 0,558 kvadratkilometer och ligger 30 meter över havet. Sjön avvattnas av vattendraget Näsbybäcken.

## Delavrinningsområde
Stor-Saltträsket ingår i det delavrinningsområde (732902-183635) som SMHI kallar för Mynnar i Näsbybäcken. Medelhöjden är 29 meter över havet och ytan är 16,31 kvadratkilometer. Det finns inga avrinningsområden uppströms utan avrinningsområdet är högsta punkten. Näsbybäcken som avvattnar avrinningsområdet har biflödesordning 3, vilket innebär att vattnet flödar genom totalt 3 vattendrag innan det når havet efter 4,3 kilometer. Avrinningsområdet består mestadels av skog (87 procent). Avrinningsområdet har 0,7 kvadratkilometer vattenytor vilket ger det en sjöprocent på 4,3 procent.